# Androgée
Dans la mythologie grecque, Androgée (en grec ancien Ἀνδρόγεως / Andrógeôs) est le fils de Minos, roi de Crète, et de Pasiphaé. Il est le frère d'Acacallis, d'Ariane, de Deucalion, de Phèdre, de Glaucos et de Catrée.
Excellent athlète, il est tué par des jeunes gens d'Athènes et de Mégare à la demande du roi Égée, jaloux de ce qu'il leur a enlevé tous les prix aux Panathénées. Minos, pour venger ce meurtre, s'empare de ces deux villes, et oblige les habitants à lui envoyer tous les ans sept jeunes garçons et sept jeunes filles qui étaient livrés au Minotaure. Thésée délivre ses compatriotes de ce joug.  
Dans une autre version, Égée, jaloux des triomphes d'Androgée aux Panathénées le pousse à affronter le taureau du Marathon. Androgée est tué lors du combat. Apprenant sa mort, Minos lance une attaque contre Athènes. Décimés par la peste envoyée par Zeus et sur les conseils d'un oracle, les Athéniens sont forcés de se rendre. Minos leur impose un tribut : lui envoyer tous les ans sept jeunes garçons et sept jeunes filles qui seront livrés au Minotaure.  